# Masakra w Naarden
Masakra w Naarden – masakra mieszkańców miasta Naarden przez wojska hiszpańskie 2 grudnia 1572 r. w trakcie wojny osiemdziesięcioletniej. Miała na celu zastraszenia powstańców holenderskich i skłonienie ich do kapitulacji, ale przyniosła odwrotny skutek, stając się symbolem hiszpańskiego okrucieństwa.
W 1572 książę orański dążył do rozszerzenia antyhiszpańskiego powstania w południowych Niderlandach, ale odzew nie był zbyt duży. Książę Alba podjął energiczne działania, by zapewnić sobie panowanie na tych terenach i zastraszyć potencjalnych rebeliantów. Mechelen, które opowiedziało się za Oranżystami, na wieść o nadejściu armii hiszpańskiej zdecydowało się nie stawiać oporu i otworzyło swoje bramy. Mimo to, by ukarać jego nielojalność, Alba pozwolił swoim ludziom splądrować miasto i dokonać masakry, zniósł także przywileje miejskie. Na wieść o tym inne południowe miasta (Leuven, Oudenaarde i Diest) szybko się poddały, wykupując wysokimi grzywnami.
Wobec upadku buntu w Brabancji, Alva dążył do tego, by równie szybko poddały się prowincje północne. Kontynuując politykę zastraszania, doprowadził do nowej masakry 14 listopada w Zutphen, gdzie zginęły setki mieszkańców miasta (ludność liczyła ok. 7500 osób). Na wieść o tym poddały się kolejne miasta we Fryzji (Bolsward, Sneek i Franeker), pozostawiając w rękach oranżystów tylko Holandię i Zelandię (bez Amsterdamu i Middleburga). Alba nie chcąc dać buntownikom szansy na zebranie sił w zimie, postanowił kontynuować politykę terroru i skończyć likwidację powstania.
Ofiarą jego wojsk stało się Naarden. Władze miejskie czyniły przygotowania do poddania się, ale dowódca hiszpański, uznawszy ich działania za nazbyt opieszałe, zezwolił na zabicie każdego mężczyzny, kobiety i dziecka w mieście. W masakrze zginęła prawie cała ludność miasta, nielicznym ocalałym udało się umknąć brodząc w śniegu pod osłoną ciemności. Holenderski historyk Pieter Bor, cytując naocznego świadka wydarzeń, Lambertusa Hortensiusa, nauczyciela w lokalnej szkole i znaczącego intelektualistę, opisuje jak Hiszpanie, otrzymawszy ofertę poddania, nakazali 500 obywatelom miasta zgromadzić się w głównym kościele, a następnie zaatakowali ich i wymordowali; napadli też na ich żony, które właśnie przygotowywały powitalny posiłek dla hiszpańskich żołnierzy, gwałcąc i mordując. Bor ubarwia jednak opisy hiszpańskiego okrucieństwa: przykładowo, Hortensius wspomina śmierć własnego syna w masakrze, ale nie opisuje sceny, w której żołdacy mieliby wyrwać dziecku serce na oczach ojca. Późniejsi pisarze, jak Pieter Corneliszoon Hooft dodawali do opisów Bora jeszcze więcej drastycznych szczegółów, oskarżając żołnierzy Alby o kanibalizm.
Masakra stała się symbolem hiszpańskiego barbarzyństwa i okrucieństwa, ale nie przyniosła zamierzonego efektu. Ludność północnych Niderlandów spontanicznie powstała przeciwko hiszpańskiemu panowaniu i Kościołowi katolickiemu i wieść o masakrze jedynie umocniła ich w przekonaniach, doprowadzając do silnej polaryzacji poglądów, marginalizacji lojalistów i przejmowania władzy przez zwolenników powstania. W Haarlemie, który armia Alby obległa kilka dni później powstańcy ścięli lokalnego jałmużnika, przekształcili najważniejszy kościół w świątynię protestancką i rozpoczęli przygotowania do obrony.